# Walter Róque
Walter Róque, vollständiger Name Walter José Roque Méndez, (* 8. Mai 1937 in Montevideo; † 30. Dezember 2014 in Caracas, Venezuela) war ein uruguayisch-venezolanischer Fußballspieler und -trainer.

## Karriere

### Spielerlaufbahn

#### Verein
Mittelfeldspieler Walter „Cata“ Róque war gebürtiger Uruguayer und erwarb später die venezolanische Staatsangehörigkeit. Zu Beginn seiner Karriere stand er von seinem Debüt 1950 bis 1953 in Reihen des in Montevideo beheimateten, seinerzeitigen Erstligisten Bella Vista. Von 1954 bis 1957 spielte er für die Rampla Juniors in der Primera División und gewann mit dem Klub das Torneo Competencia 1955. In den Jahren 1958, als er zur siegreichen Mannschaft bei der Copa Suecia gehörte, bis 1962 wird er als Spieler des argentinischen Klubs Club Atlético Atlanta geführt. Bei den Argentiniern stand er in den Jahren 1959 bis 1961 jeweils in 30 Ligapartien auf dem Platz und traf dabei sechsmal (1959), viermal (1960) bzw. einmal (1961) ins gegnerische Tor. 1962 schoss er ein weiteres Ligator. 1963 gehörte er nach nicht einheitlicher Quellenlage dem Kader Nacional Montevideos an. Die „Bolsos“ wurden in jenem Jahr Uruguayischer Meister. Auch eine Station im Jahr 1963 beim Danubio FC ist für ihn verzeichnet. Von dort wechselte er am Ende seiner Karriere 1964 nach Venezuela zu Deportivo Galicia. Der Verein wurde in jenem Jahr Meister, Róque verließ diesen jedoch zunächst in Richtung Nacional de Caracas. Seine Karriere beendete er als Spieler des Anzoátegui FC. Zudem war er in Kolumbien bei Cúcuta Deportivo aktiv. Diese Karrierestation wird teilweise – und insoweit im Widerspruch zu Quellen, die einen direkten Wechsel von Danubio zu Deportivo Galicia annehmen – zwischen diesen vorgenannten Engagements im Jahre 1964 verortet. Róque selbst berichtete, dass Juan Hohberg ihn seinerzeit zu diesem kolumbianischen Verein holte.

#### Nationalmannschaft
Róque war auch Mitglied der A-Nationalmannschaft Uruguays. Von seinem Debüt am 21. Januar 1956 bis zu seinem letzten Länderspieleinsatz am 14. Juli 1957 absolvierte er insgesamt 15 Länderspiele und erzielte dabei zwei Treffer. Er gewann mit der Celeste die Südamerikameisterschaft 1956.

#### Erfolge
- Südamerikameister: 1956
- (Uruguayischer Meister: 1963)
- Torneo Competencia: 1955
- Copa Suecia: 1958

### Trainerlaufbahn
Nach seiner aktiven Karriere war Róque als Trainer tätig. Auf Vereinsebene gewann er fünfmal die venezolanische Landesmeisterschaft mit seinen Mannschaften. Damit ist er (Stand: 31. Dezember 2014) nach Noel Sanvicente (sieben Titel) gemeinsam mit Orlando Fantoni der zweiterfolgreichste Trainer in Venezuela in dieser Hinsicht. 1971 gewann er den ersten Titel mit Valencia, den er auch im Folgejahr trainierte. 1973 folgte der Meisterschaftsgewinn und der Sieg bei der Copa Venezuela als Coach von Portuguesa. 1974 kehrte er zunächst nach Valencia zurück, das in jenem Jahr in der Copa Libertadores antrat und sicherte sich schließlich in jenem Jahr mit Deportivo Galicia seinen dritten Erfolg in der Landesmeisterschaft. 1975 wurde er mit dem Team, das er bis 1976 betreute, Vizemeister. Zum ersten Mal 1975 bei der Copa América und später erneut von 1978 bis 1985 war er Nationaltrainer der venezolanischen A-Nationalmannschaft. In diesem Zeitraum betreute er die „Vinotinto“ in 23 offiziellen Partien. Unter seiner Ägide gewann Venezuela erstmals ein Spiel im Rahmen der WM-Qualifikation, als man am 15. März 1981 Bolivien mit 1:0 bezwang. 1976 bis 1978 hatte er das Traineramt bei Estudiantes de Mérida inne. Dort wurde er in den ersten beiden Jahren ebenfalls Vizemeister und begleitete den Klub bei den Teilnahmen an der Copa Libertadores 1977 und 1978. Anschließend betreute er zunächst 1979 in Uruguay Centro Atlético Fénix und sodann abermals den Valencia Fútbol Club. 1982 als Trainer von Atlético San Cristóbal, mit dessen Team er auch das Halbfinale der Copa Libertadores 1983 erreichte, gewann er zum vierten Mal die venezolanische Meisterschaft. In der Folgezeit nahm er Engagements in Uruguay, Bolivien und Ecuador an. Seine nächsten Mannschaften waren 1985 Sud América, 1986 Nacional Montevideo, 1987 – sowie erneut 1990 – der Club Atlético Progreso, bei dem zu dieser Zeit der spätere Staatspräsident Tabaré Vázquez den Vereinsvorsitz innehatte, und 1988 der ecuadorianische Verein El Nacional. Mit dem bolivianischen Verein Oriente Petrolero stieß er bei der Copa Libertadores 1988 bis ins Viertelfinale vor und belegte mit der Mannschaft den sechsten Platz. 1989 betreute er kurzzeitig den Club Atlético Peñarol. Andere Quellen verorten diese Station im Jahr 1992, was aber offenbar auf eine Namensverwechslung mit dem in jenem Jahr dort tätigen Roque Máspoli herrühren dürfte. 1993 war er Trainer beim Club Atlético Cerro in Montevideo. 1995 wurde er mit San José de Oruro Bolivianischer Meister. 1996 wechselte er innerhalb Boliviens zum Club Blooming, der nach dem erstmaligen Abstieg im Vorjahr den direkten Wiederaufstieg in die erste Liga geschafft hatte. Sodann schlossen sich jeweils 1997 Engagements bei Guabirá und Jorge Wilstermann sowie 1998/99 zum zweiten Mal bei Oriente Petrolero an. 1999 übernahm er nach seiner Rückkehr nach Venezuela die Trainingsleitung bei Deportivo Táchira und wurde in der Saison 1999/2000 – mit dem Gewinn des Torneo Apertura, Clausura und Cuadrangular Final – zum fünften Mal Venezolanischer Meister. Auch bei der Copa Libertadores 2001 betreute er die Venezolaner. Es folgten Stationen in Bolivien, wo er die U-17 und U-20 des Andenstaates coachte. Als Zeitraum für die Tätigkeit als Junioren-Nationaltrainer werden die Jahre 2001 bis 2003 angegeben. Auch zeichnete er interimsweise im Jahre 2002 in einer Partie für die Auswahl Boliviens verantwortlich. 2002 ist zudem eine Trainerstation bei Unión Atlético Maracaibo verzeichnet. Überdies war er Teil des Trainerstabs der Nationalmannschaft Uruguays. Als Stationen seiner Trainerkarriere werden im 21. Jahrhundert weiterhin der Carabobo FC und Unefa angegeben. 2005 war der FC Caracas die letzte von ihm trainierte Equipe im Profifußball. Ferner trainierte er die Auswahl der Abgeordneten des venezolanischen Parlaments. In den letzten Lebensjahren wirkte er als Berater der Federación Venezolana de Fútbol.

#### Erfolge
- Venezolanischer Meister: 1971, 1973, 1974, 1982, 2000
- Copa Venezuela: 1973
- Bolivianischer Meister: 1995